# Сведберг

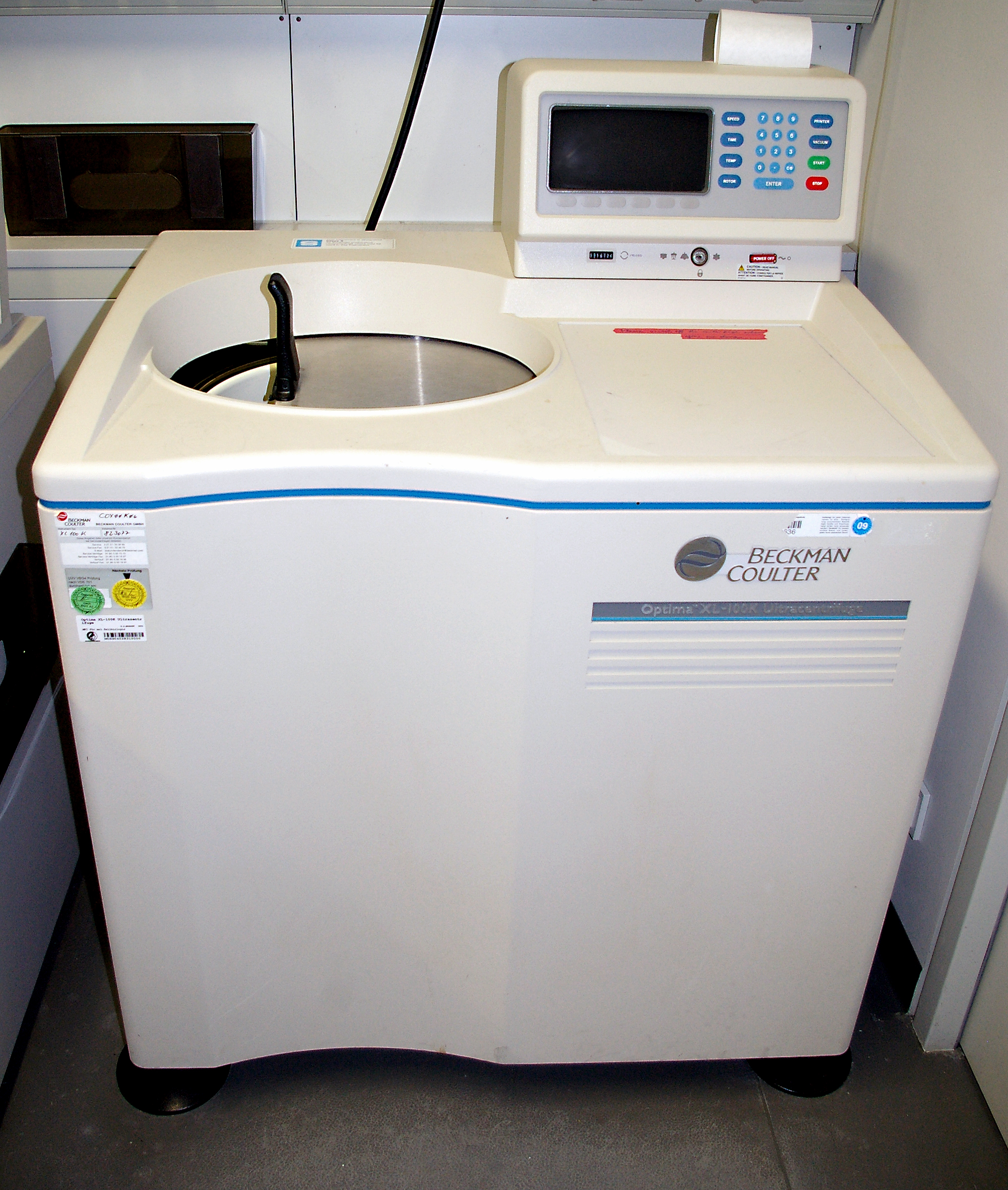
Лабораторна ультрацентрифуга

Све́дберг або одини́ця Све́дберга (символ S, іноді Sv, від Svedberg) — несистемна фізична одиниця, що використовується в ультрацентрифугуванні. Вона названа за ім'ям шведського фізика і хіміка Теодора Сведберга (1884—1971), який отримав Нобелівську премію з хімії в 1926 році за свою роботу в галузі колоїдної хімії та створення ультрацентрифуги.
Норма або коефіцієнт седиментації частинок та макромолекул розраховується через ділення швидкості осадження (у метрах за секунду) на прискорення (у метрах за секунду в квадраті). Ця швидкість постійна, тому що відцентрова сила центрифуги (зазвичай порядку кількох мільйонів g), компенсується силою в'язкого тертя рідини (зазвичай води), через яку рухається частинка. Результат має розмірність одиниці часу і виражається у сведбергах. Один сведберг визначається як точно 10−13 с.
Сведберг — не аддитивна величина: частинка, що утворюється з двох частинок у 5 S не матиме коефіцієнт седиментації 10 S.
Традиційно використовується в седиментаційному аналізі при вимірюванні коефіцієнта седиментації нанорозмірних частинок (1—100 нм) вірусів, органел клітин, макромолекул білків, полімерів, нуклеїнових кислот.